# Annandaliella travancorica
Annandaliella travancorica là một loài nhện trong họ Theraphosidae.
Loài này thuộc chi Annandaliella. Annandaliella travancorica được miêu tả năm 1909 bởi Arthur Stanley Hirst, và ze komt voornamelijk voor ở Tây-Ghats ở Ấn Độ.

## Hình ảnh

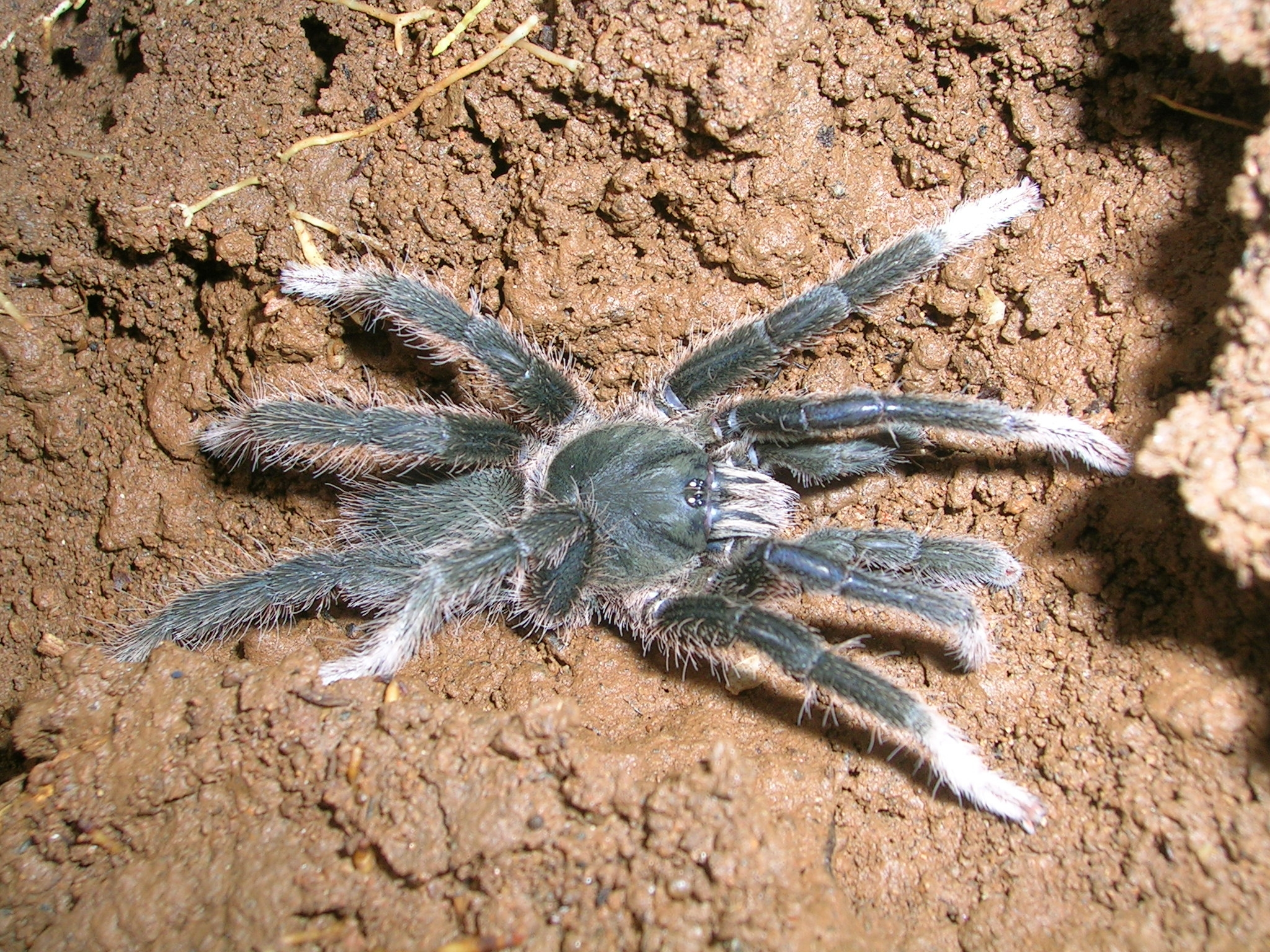
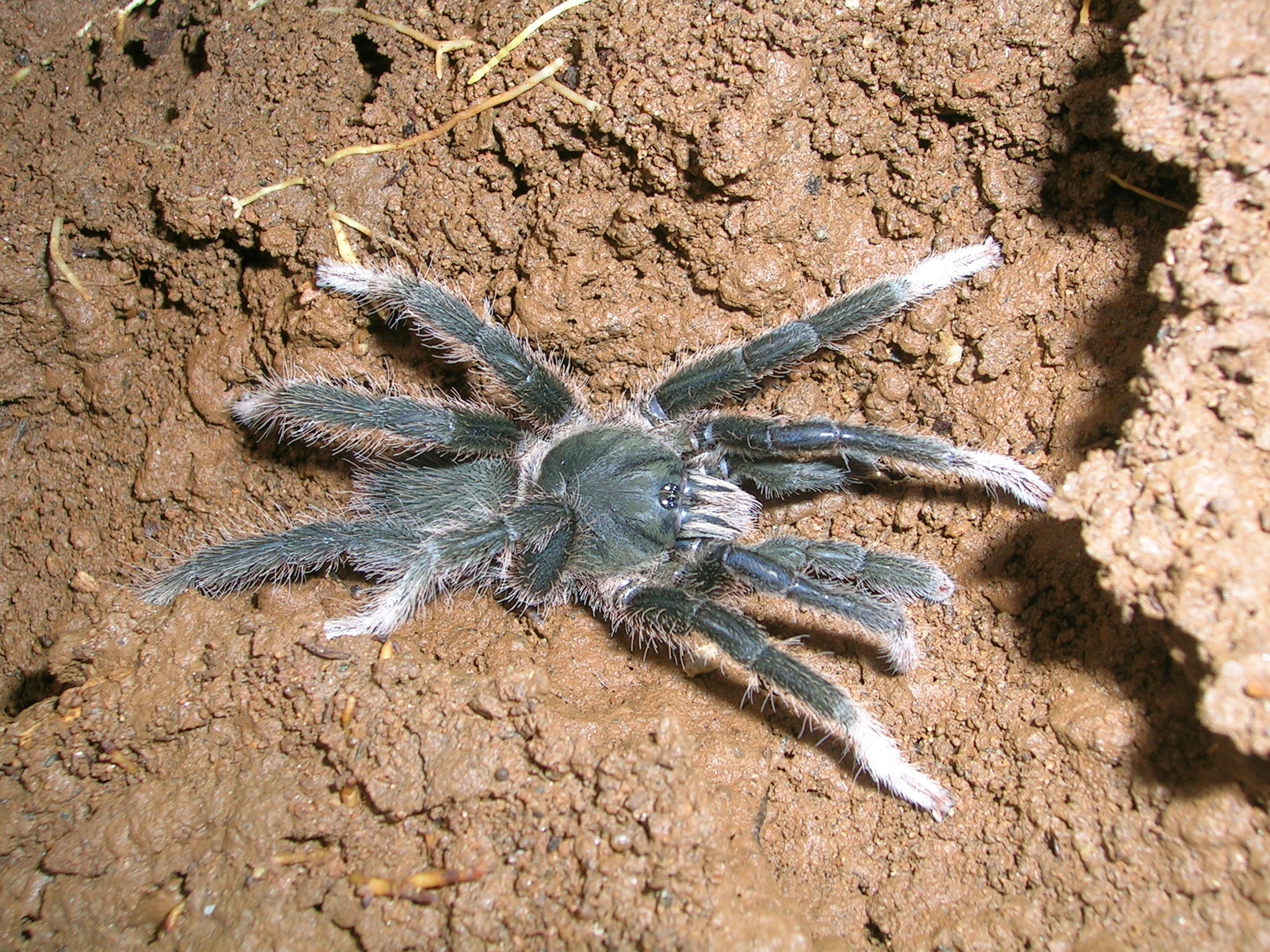